# Hemicoelus gibbicollis
Hemicoelus gibbicollis är en skalbaggsart som först beskrevs av Leconte 1859.  Hemicoelus gibbicollis ingår i släktet Hemicoelus och familjen trägnagare. Inga underarter finns listade i Catalogue of Life.